# جبل هزاران
هزاران ( هزار، هزار ) هو اسم جبل من الهضبة الإيرانية الوسطى، في محافظة كرمان، إيران، النائية الشرقية لجبال زاغروس. يبلغ ارتفاعها 4500 متر، وهي أعلى قمة في محافظة كرمان. سلسلة جبال باريز هي امتداد للجنوب الشرقي. ينبع نهر هليل في منطقة بيد خان. تقع الكتلة الصخرية في المنطقة التي تحيط بها مدن كرمان و بردسير وسيرجان وبافت وجيروفت وبم.
أدلى أساسا من الإيوسين انديسايت والصخور الحمم البركانية، يقع جبل هزار أو هزاران في مجموعة الإيراني المركزي، سهند - بازمان مجموعة البركاني أو حزام، وسلسلة جبال التي شكلت أساسا أثناء العصر الفجري البراكين والتي تمتد تقريبا من سهند بركان في شمال غرب إيران إلى بركان بازمان في جنوب شرق إيران.
القمم الرئيسية:
- جبل هزاران (جبل هزار) 4500 م
- جبل شاه 4380 م
- جبل بالفار 4229 م
- جبل جوبار 4150 م
- جبل خبر 3856 م
- جبل بيدخان 3424 م

## وصلات خارجية
- "Central Iranian Plateau". Peakbagger.com.